# 민태호 (1834년)
민태호(閔台鎬, 1834년~1884년 10월 18일)는 조선 시대의 문신, 서예가이다. 친일 개화당과 다른 동도서기적 개화정책을 추진하였다. 1884년 갑신정변 때 경우궁에서 김옥균 일파에게 살해되었다. 민유중의 아들 민진원의 후손이며 할아버지는 참판 홍섭이고 아버지는 치오이며 양아버지는 치삼이다. 명성황후와 같은 항렬의 12촌 오빠로 민치구의 아들 민태호(閔泰鎬)와 동명이인이다. 자는 경평(景平), 호는 표정(杓庭), 시호는 충문공(忠文公), 본관은 여흥(驪興).

## 생애
동도서기파 유학자 유신환(兪莘煥)의 제자로 1870년 문과 별시(別試)에 병과(丙科)로 합격하였다. 1874년 민씨 척족의 수장인 민승호가 갑자기 죽자 고종은 민승호에게 충정이란 시호를 내렸다. 그런데 민승호에겐 뒤를 이을 아들이 없어서 민왕후는 가까운 친척을 배척하고 촌수가 좀 먼 민태호의 아들 민영익을 양자로 삼겠다고 했다. 그러자 민태호는 반대하였고 그의 동생 민규호가 형을 협박했다. "천의(왕후의 뜻)를 어찌 감히 어기겠습니까? 양자를 보내어 함께 부귀를 누리는 것도 좋지 않겠습니까?" 그래서 민태호의 아들 민영익은 민승호의 양자로 들어갔고, 뒤이어 민규호는 이조판서 겸 도통사가 되었다.
민씨 척족의 수장으로 세도를 부리던 민승호가 갑자기 폭사하자, 사람들은 흥선대원군을 의심하였다. 그리고 민승호와 그의 아들이 동시에 폭사했으므로 민씨 일족들은 자신의 아들을 민승호의 사후 양자로 세우기 위해 각자 암투와 경쟁을 벌였다. 하지만 민왕후는 만약을 대비하여 오빠의 사후 양자로 민영익을 일찌감치 점지해둔 상태였다. 민태호는 아무리 일가라지만 하나뿐인 아들을 양자로 줄 수 없다고 버텼지만, 민규호 등과 민왕후의 거듭된 설득으로 허락할 수밖에 없었다. 민태호는 품에서 아들을 잃은 대신 권세를 손아귀에 움켜쥐었다. 민왕후는 친정아버지의 제사를 받드는 유일한 혈육인 민영익을 끔찍이 아꼈다. 촌수로는 조카였지만, 나이 차이가 9세밖에 나지 않았기 때문에 친동생처럼 친하게 대했다.
1875년 경기도감사를 지냈고, 1878년 딸이 순종의 비인 순명효황후으로 간택되었다. 이후 형조판서, 병조판서, 예조판서, 이조판서를 지냈다.
1883년 통리군국사무아무독판, 그 뒤 총융사, 어영대장, 무위도통사(武衛都統使), 대제학 등을 지냈다. 민씨 척족의 중심인물로서 1882년 임오군란 때, 강화유수(江華留守)로 있었는데 민태호의 집도 습격을 받았다.
그 뒤 종일품으로 승진하여 의정부좌찬성을 지냈고 1883년 7월 전환국 관리사무(典圜局管理事務), 9월 군국사무독판을 거쳐 다시 의정부좌찬성이 되었다. 왕가의 외척으로 사대당(事大黨)의 대표적 인물로서 활약하였으며 1884년 갑신정변 때 윤태준(尹泰駿), 전영사(前營使) 한규직(韓圭稷), 지중추부사(知中樞府事) 조영하(趙寧夏), 해방총관(海防總管) 민영목(閔泳穆), 내시 유재현(柳載賢) 등과 함께 입궐하던 중 경우궁 대청 앞에서 김옥균 일파가 보낸 군사에게 쫓기다가 칼에 맞고 암살되었다.
사후 충문공(忠文公)의 시호가 내려지고 10월 24일 증 대광보국숭록대부 의정부영의정(領議政)에 추증되었다. 고종이 보낸 승지가 직접 치제하였으며 3년치의 녹봉이 내려졌다. 1907년 순종 즉위후 이윤용의 상소로 여은부원군(驪恩府院君)이 추증되었다.

## 평가
글씨에 능하여 전서(篆書),예서(隸書),행서(行書),초서(草書) 등 다양한 서체를 모두 잘 썼다 한다.

## 가족 관계
- 고조부 : 민형수(閔亨洙)
  - 증조부 : 민백상(閔百祥)
    - 조부 : 민홍섭(閔弘燮)
      - 아버지: 민치오(閔致五)

  - 양증조부 : 민백흥(閔百興)
    - 양조부 : 민상섭(閔相燮)
      - 양아버지: 민치삼(閔致三)
        - 부인 : 정경부인 파평윤씨(坡平尹氏), 파성 부부인(坡城府夫人)으로 추증
        - 부인 : 정경부인 진천송씨(鎭川宋氏), 진양 부부인(鎭陽府夫人)으로 추증
        - 부인 : 의창부부인 의령남씨(宜寧南氏)[3]
          - 장남: 민영익(閔泳翊, 1860년~1914년) - 민승호에게 입적
          - 양자: 민영린(閔泳璘, 1873년~ 1932년) - 생부 민술호(閔述鎬)
          - 장녀: 순명효황후 민씨(純明孝皇后, 1872년~1904년, 순종의 황후)

## 같이 보기
- 갑신정변

## 민태호가 등장한 작품
- 최헌철 - 1982년 KBS 드라마 《풍운》
- 박경현 - 1990년 MBC 드라마 《대원군》
- 홍승일 - 1996년 KBS 드라마 《찬란한 여명》
- 현석 - 2001년 KBS 드라마 《명성황후》